# Анно-Ребриковська
Анно-Ребриковська — Слобода (село) в Чертковському районі Ростовської області Росії. Адміністративно входить до складу Щедрівського сільськлого поселення. Географічно розташоване неподалік від кордону з Україною, до найближчого українського села Діброва лише 5 км, до кордону з Україною 3,5 км.

| Прапор Росії | Це незавершена стаття про Росію. Ви можете допомогти проєкту, виправивши або дописавши її. |

1. ↑  Итоги Всероссийской переписи населения 2010 года. Том 1. Численность и размещение населения Ростовской области]